# بوگدان دومیتراکه
بوگدان دومیتراکه (رومانیایی: Bogdan Dumitrache؛ زاده ۲ مه ۱۹۷۷) بازیگر اهل رومانی بود.
از فیلم‌ها یا مجموعه‌های تلویزیونی که وی در آن‌ها نقش داشته است، می‌توان به ترافیک، پرتره یک مبارز در جوانی، مسئله بچه، پسر عاشق، مرگ آقای لازارسکو، چگونه قیامت را گذراندم و سیرانوادا اشاره نمود.